# Marie Christensen
Marie Christensen, född 3 februari 1871 i Lille Kregme, Danmark, död 14 september 1945 i Köpenhamn, Danmark, var en dansk fackföreningaktivist, kvinnorättskämpe och politiker. 
I april 1885 tog hon anställning som tjänsteflicka, men bodde ännu hemma. Som 16-åring fick hon plats hos en läkarfamilj i Frederiksværk och fick bo på en vindsvåning. Hon började sin arbetsdag klockan 06.00 med att tända, för att avsluta klockan 22.00 med att putsa skor. Hon fick frost i fingrarna av arbete i kallvatten och fick även dålig mat. 
Senare började hon arbeta Köpenhamn. På det första stället hade hon egen kammare, men fick sova på en soffa. Senare arbetade hon hos en husmor. 
Hon började fundera över tjänsteflickornas situation och upptäckte att många prostituerade i Köpenhamn var tidigare tjänsteflickor. 1899 bildade hon Københavns Tjenestepigeforening. 1915 avgick hon som dess ordförande och arbetade fram till sin död 1945 på Husassistenternes Fagskole och Husassistenternes Alderdomshjem.
Hon var också politiskt verksam i det danska socialdemokratiska partiet.